# Lori de Sinoto
Vini sinotoi
Espèce
Le Lori de Sinoto (Vini sinotoi) est une espèce de perroquets qui s'est éteinte il y a entre 700 et 1 300 ans. Il a été identifié à partir de fossiles trouvés dans les îles Marquises.

## Étymologie
L'épithète de l'espèce a été donnée en hommage à l'anthropologue Yosihiko H. Sinoto, qui a décrit l'holotype en 1965.

## Publication originale
- (en) David W. Steadman et Marie C. Zarriello, « Two New Species Of Parrots (Aves, Psittacidae) From Archaeological Sites In The Marquesas islands », Proceedings of the Biological Society of Washington, Washington, Biological Society of Washington (d), vol. 100, no 3,‎ 1987, p. 518-528 (ISSN 0006-324X et 1943-6327, OCLC 1536434, lire en ligne).